# Autobahnkreuz Oberhausen
Das Autobahnkreuz Oberhausen (Abkürzung: AK Oberhausen; Kurzform: Kreuz Oberhausen) ist ein Autobahnkreuz in Nordrhein-Westfalen. Hier kreuzen sich die Bundesautobahn 2 (Oberhausen – Hannover – Berlin), die Autobahn 3 (Emmerich – Köln – Frankfurt am Main – Passau) und die Autobahn 516.

## Geographie

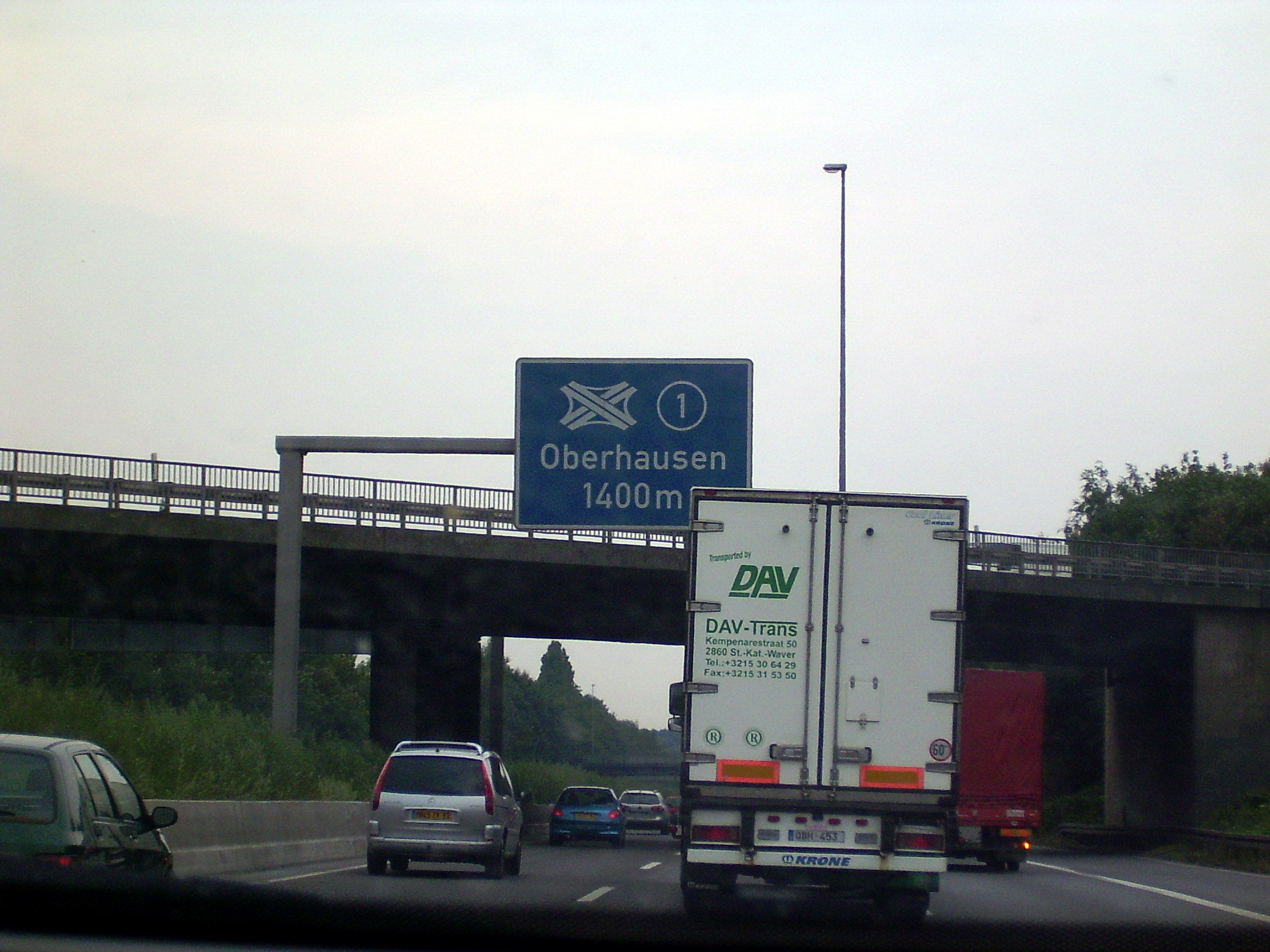
Die A 2 kurz vor dem Autobahnkreuz Oberhausen

Das Autobahnkreuz liegt im Ruhrgebiet in Oberhausen. Es befindet sich etwa 20 km nordwestlich von Essen und etwa 90 km südlich von Nijmegen. Als Verkehrsknotenpunkt verbindet es die A 3 aus Richtung Niederlande mit der A 2 und liegt damit an einer der wichtigsten Ost-West-Verbindungen Deutschlands. Innerhalb Oberhausens befindet sich das Kreuz im nördlichen Stadtbezirk Sterkrade, inmitten des Sterkrader Waldes.

## Bauform
Das Autobahnkreuz ist als Kleeblatt konzipiert. Da die A 3 von Norden nach Westen durch das Autobahnkreuz führt, und die A 2 nach Osten bzw. die A 516 in Richtung Süden dort beginnen, handelt es sich bei dem Autobahnkreuz um eine TOTSO-Variante, d. h., will man auf der A 3 verbleiben, muss man im Kreuz abbiegen. Wenn man über die A 3 von Westen kommt und im Kreuz nicht abbiegt, sondern auf der Hauptfahrbahn weiterfährt, landet man auf der A 2. Dasselbe gilt von Norden kommend: Fährt man auf der A 3 geradeaus weiter, statt rechts abzubiegen, verbleibt man nicht auf der A 3, sondern wechselt auf die A 516.

## Geschichte
In Oberhausen sollte ursprünglich die sogenannten Hollandlinie in einem Autobahndreieck an die 1936/37 fertiggestellte Reichsautobahn Düsseldorf – Oberhausen – Recklinghausen anschließen. Vorarbeiten dazu begannen schon 1939, wurden aber kriegsbedingt unterbrochen. Im Juni 1958 wurde der Bau der Hollandlinie wieder aufgenommen, die jetzt einen Zubringer nach Oberhausen mit Anschluss an die Bundesstraße 223 vorsah. Somit wurde das neue Kreuz als Kleeblatt geplant.
Am 14. Juni 1961 wurde das Autobahnkreuz mit der Fertigstellung der A 3 zwischen Wesel und Oberhausen in Betrieb genommen. Zwei Jahre später wurde auch der Anschluss Oberhausen (heute A 516) bis zur Anschlussstelle Dorstener Straße dem Verkehr übergeben. Seitdem kreuzten sich in Oberhausen die A 2 und die A 3, bis nach der Neuordnung der deutschen Autobahnen 1992 das Kreuz Oberhausen zum Startpunkt der A 2 wurde.
Ab November 2010 wurde die Brücke des Kreuzes erneuert. Zuerst wurde der Westteil der Brücke von November 2010 bis Oktober 2011 abgerissen und erneuert, anschließend der Ostteil.

## Besonderheiten
Inmitten des Autobahnkreuzes, an der Verbindungsrampe Arnheim – Dortmund gelegen, befand sich bis November 2016 eine Wache der Autobahnpolizei.

## Verkehrsaufkommen
| Von                    | Nach                            | Durchschnittliche tägliche Verkehrsstärke | Durchschnittliche tägliche Verkehrsstärke | Durchschnittliche tägliche Verkehrsstärke | Anteil Schwerlastverkehr | Anteil Schwerlastverkehr | Anteil Schwerlastverkehr |
| Von                    | Nach                            | 2005                                      | 2010                                      | 2015                                      | 2005                     | 2010                     | 2015                     |
| ---------------------- | ------------------------------- | ----------------------------------------- | ----------------------------------------- | ----------------------------------------- | ------------------------ | ------------------------ | ------------------------ |
| AK Oberhausen          | AS Oberhausen-Königshardt (A 2) | 101.600                                   | 113.700                                   | 123.700                                   | 16,2 %                   | 16,2 %                   | 16,4 %                   |
| AS Dinslaken-Süd (A 3) | AK Oberhausen                   | 064.700                                   | 066.800                                   | 065.300                                   | 10,4 %                   | 10,6 %                   | 10,3 %                   |
| AK Oberhausen          | AS Oberhausen-Holten (A 3)      | 105.800                                   | 114.900                                   | keine Daten                               | 16,1 %                   | 15,6 %                   | keine Daten              |
| AK Oberhausen          | AS Oberhausen-Sterkrade (A 516) | 032.900                                   | 038.800                                   | 033.600                                   | 05,2 %                   | 03,9 %                   | 04,3 %                   |

## Weitere Planungen / Umbaupläne
Aufgrund des bereits heute hohen und zukünftig voraussichtlich weiter zunehmenden Verkehrsaufkommens wird ein Aus- und Umbau des Kreuzes geplant. Das Projekt ist im Bundesverkehrswegeplan 2030 als „vordringlicher Bedarf“ eingestuft. Zahlreiche Initiativen kritisierten, dass für den Ausbau zu viel Wald gerodet werden solle. Nach einem Treffen mit der „Bürgerinitiative Dunkelschlag“ im Februar 2017 überarbeitete Straßen.NRW ihre Planungen leicht, sodass weniger Waldfläche in Anspruch genommen werden sollte.
Nach der Genehmigung der Entwurfsplanung befindet sich das Projekt derzeit in der Planfeststellung. Die Planunterlagen wurden im Sommer 2020 öffentlich ausgelegt. Ende Oktober des gleichen Jahres gründete sich das „Bündnis zum Erhalt des Sterkrader Waldes“ als Zusammenschluss verschiedener Umwelt-, Bürger- und Kircheninitiativen, das seitdem Protestaktionen gegen den Ausbau organisiert.